# Colicodendron aviceniifolium
Colicodendron aviceniifolium är en kaprisväxtart som först beskrevs av Carl Sigismund Kunth, och fick sitt nu gällande namn av Seemann. Colicodendron aviceniifolium ingår i släktet Colicodendron, och familjen kaprisväxter. Inga underarter finns listade i Catalogue of Life.